# Liste d'équipements de laboratoire de biologie moléculaire
Les équipements de laboratoire de biologie moléculaire indispensables, nécessaires ou accessoires au travail d'une équipe de recherche en fonctionnement normal sont nombreux. Il est commun de s'en servir à l'intérieur d'une salle blanche.

## Équipements
- Autoclave
- Centrifugeuse
- Hotte d'aspiration chimique
- Hotte à flux laminaire
- Incubateur
- Osmoseur (ou distillateur)
- Réfrigérateur
- agitateur
- balance
- étuve
- chauffe ballon
- micropipette
- doseur automatisé

## Instruments
- Appareil de PCR en temps réel
- Lecteur de plaques
- Luminomètre
- Séquenceur en temps réel
- Séquenceur de protéines
- Séquenceur de gènes
- Spectrofluoromètre
- Thermocycleur
- Microscope

## Matériel
- Cuve d'électrophorèse
- Minuterie (timer)
- Pipettes
- Pipette automatique
- Pissettes d'alcool, d'eau distillée, d'acétone...
- Verrerie graduée
- Vortex de biologie k

## Consommables
- Azote liquide
- Gants médicaux
- Graisse de laboratoire
- KimWipes
- Kits de biologie moléculaire
- Lames de scalpel stériles,
- Microtubes (Eppendorfs)
  - Barrettes de tubes
  - Plaques 96 puits
- Parafilm
- Saran
- Septum
- Sopalin

## Autres équipements
- Whiteboard

### Matériel de terrain
- Glacière